# كفر طلش
كفر طلش قرية سورية في ناحية جنينة رسلان في منطقة دريكيش التابعة لمحافظة طرطوس.